# Cosmia nigrata
Cosmia nigrata là một loài bướm đêm trong họ Noctuidae.